# Боб Фоси
Боб Фоси (на английски: Robert Louis Fosse) е американски хореограф, театрален и кинорежисьор, създал мюзикълите „Кабаре“ и „Ах този джаз“.

## Биография
Роден е на 23 юни 1927 г. в Чикаго. Печели рекордните 8 награди „Тони“ за хореография. Също така създава много типичен джаз танц, който често се характеризира като излъчващ стилна, сексуална арогантност. Неговият филм „Кабаре“ печели 8 „Оскара“, включително за най-добър режисьор, а „Ах този джаз“ печели 4 „Оскара“. Последният е отчасти автобиографичен.
Умира на 23 септември 1987 г. във Вашингтон на 60-годишна възраст от сърдечен удар.

## Избрана филмография

### Като режисьор
| година | филм          | оригинално заглавие | бележки |
| ------ | ------------- | ------------------- | ------- |
| 1969   | Сладка Чарити | Sweet Charity       |         |
| 1972   | Кабаре        | Cabaret             |         |
| 1974   | Лени          | Lenny               |         |
| 1979   | Ах, този джаз | All That Jazz       |         |
| 1983   | Звезда 80     | Star 80             |         |

## За него
- Beddow, Margery. Bob Fosse's Broadway.   Portsmouth, NH, Heinemann, 1996. ISBN 0-435-07002-9.
- Gottfried, Martin. All His Jazz: The Life and Death of Bob Fosse.   Bantam, 1990. ISBN 978-0553070385.
- Grubb, Kevin Boyd. Razzle Dazzle: The Life and Work of Bob Fosse.   St. Martin's Press, 1989. ISBN 0-312-03414-8.
- Wasson, Sam. Fosse.   Houghton Mifflin Harcourt, 2013. ISBN 978-0-547-55329-0.